# Cercomegistoidea
Cercomegistoidea é uma superfamília de ácaros pertencente à coorte monotípica Cercomegistina da ordem Mesostigmata da superordem Parasitiformes.

## Descrição e taxonomia
A superfamília Cercomegistoidea agrupa um conjunto de espécies de ácaros de ocorrência pouco frequente e de ecologia em grande parte desconhecida.
A superfamília inclui as seguintes famílias:
- Asternoseiidae Vale, 1954
- Cercomegistidae Trägårdh, 1937
- Davacaridae Kethley, 1977
- Pyrosejidae Lindquist & Moraza, 1993
- Saltiseiidae Walter, 2000
- Seiodidae Kethley, 1977